# Tarosläktet
Tarosläktet (Colocasia) är ett växtsläkte med cirka 7 arter i familjen kallaväxter med utbredning i sydöstra Asien och Polynesien. De är odlade och naturaliserade på många håll i tropikerna. Några arter kan odlas som storvuxna krukväxter. En art, taro (C. esculenta) odlas för sina stärkelserika stamknölar.
Tarosläktet består av storvuxna fleråriga örter med, mer eller mindre, underjordiska stamknölar. Bladen är flera och kommer fram före blommorna. De är upprätta och har vanligen bladskaft som är längre än bladskivorna. Bladskivan är grön till mörkt grön, ibland blådaggig på ovansidan, basflikarna är rundade och spetsen utdragen. Bladens huvudnerver är parallella medan mindre nerver bildar ett nätmönster. Blomstjälken är upprätt och kortare än bladen. Hölsterbladet är grönt vid basen och orange upptill. Kolven är smal med en steril spets, den har både han- och honblommor. Hanblommorna sitter överst, därunder en krans med sterila blommor och unders sitter honblommorna. Hylle saknas. Frukten är ett bär som blir grönt eller vitaktigt röd.